# Alessandro Pittin
Alessandro Pittin (* 11. Februar 1990 in Tolmezzo) ist ein italienischer nordischer Kombinierer. Er ist der bisher einzige italienische Kombinierer, der sowohl eine Medaille bei Olympischen Winterspielen, eine Medaille bei Nordischen Skiweltmeisterschaften als auch einen Weltcupsieg feiern konnte, womit er der erfolgreichste italienische Kombinierer ist.

## Werdegang
Pittin war schon als Jugendlicher Mitglied der Mannschaft, die vom italienischen Verband für die Teilnahme an den Olympischen Winterspielen 2006 in Turin aufgestellt wurde. Er hatte bis dahin erst an den Juniorenweltmeisterschaften 2005 sowie 2006 teilgenommen und war noch bei keinem einzigen Weltcup-Bewerb gestartet. Erst kurz vor den Spielen bestritt er ein Rennen im zweitklassigen B-Weltcup. Bei den Olympischen Spielen startete Pittin an seinem 16. Geburtstag im Gundersen-Wettbewerb (zwei Sprünge und 15 km Langlauf) und belegte aber mit großem Rückstand Rang 46. In der Staffel und im Sprintrennen erfolgte kein Einsatz. Nach den Spielen blieb Pittin im B-Weltcup und startete bei FIS-Rennen sowie im Alpencup. Im Dezember 2007 erreichte er erstmals ein Ergebnis im erstklassigen Weltcup, blieb aber ohne Punkte. Eine Leistungssteigerung erfolgte drei Monate später bei den Nordischen Junioren-Skiweltmeisterschaften 2008 in Zakopane. Alessandro Pittin wurde Juniorenweltmeister im Rennen nach der Gundersen-Methode, gewann Bronze im Sprint und wurde Vierter mit der Staffel. Mitte März ferierte er seinen ersten Sieg im B-Weltcup, als er den Gundersen-Wettkampf über 15 Kilometer von der Großschanze in Pragelato vor Marco Pichlmayer und Magnus Krog als schnellster bestreiten konnte.
In der darauf folgenden Weltcup-Saison 2008/09 schaffte es Pittin mit Platz 23 im finnischen Kuusamo erstmals in die Punkteränge. Anfang Januar 2009 gelang Pittin in Schonach mit Rang neun die erste Platzierung in der Weltspitze. Bei den Nordischen Junioren-Weltmeisterschaften 2009 in Štrbské Pleso war Alessandro Pittin mit zwei Goldmedaillen in den beiden Einzelbewerben der überragende Kombinierer. Auch bei den Nordischen Skiweltmeisterschaften 2009 in Liberec wenige Wochen später zeigte er unter anderem mit Platz sechs im Gundersen Einzel von der Großschanze eine starke Leistung. Die Saison schloss er mit einem achten Platz in Lahti sowie dem 35. Platz in der Weltcup-Gesamtwertung ab.
In Weltcupsaison 2009/10 konnte sich Pittin vor allem im Langlauf verbessern. In Ramsau erreichte er mit Platz drei seine erste Podiumsplatzierung. Bis zu den Olympischen Spielen von Vancouver folgten zwei weitere dritte Plätze, bevor er in Vancouver Bronze gewann. Am 6. März 2010 war Pittin Teil der italienischen Mannschaft beim Weltcup-Teamspringen der Spezialspringer in Lahti, das er gemeinsam mit Diego Dellasega, Andrea Morassi und Sebastian Colloredo auf dem zehnten Rang abschloss. Bei den Italienischen Meisterschaften in der Nordischen Kombination 2011 in Predazzo gewann Pittin vor Giuseppe Michielli den italienischen Meistertitel.
Am 13. Januar 2012 sorgte Pittin in Chaux-Neuve für den ersten Weltcupsieg eines Italieners in der Nordischen Kombination. Am nächsten Tag setzte er sich am selben Ort wieder gegen den Franzosen Jason Lamy Chappuis durch. Mit dem dritten Erfolg am dritten Wettkampftag in Chaux-Neuve konnte er als zweiter nordischer Kombinierer nach Björn Kircheisen drei Weltcupsiege an drei aufeinanderfolgenden Tagen an einem Austragungsort erzielen.
In der Weltcup-Saison 2013/14 konnte er sich bis auf eine Ausnahme immer in den Punkterängen platzieren, erreichte mehrfach die Top 10 und mit einem dritten Platz im März in Falun das Podium. Bei den Olympischen Spielen 2014 in Sotschi verpasste er Vierter im Gundersen Einzel von der Normalschanze knapp die Medaillenränge. Der Beginn der Weltcup-Saison 2014/15 verlief nicht optimal, er verpasste in Ruka sogar die Punkteränge, konnte sich aber im Saisonverlauf steigern und bei den Nordischen Skiweltmeisterschaften 2015 im schwedischen Falun eine Silbermedaille im Einzel über 10 km Gundersen erringen. Zum Abschluss der Saison gelangen ihm im März 2015 noch zwei dritte Plätze über 10 und 15 km in Oslo und Trondheim.
Mit nur fünf Starts in der Weltcup-Saison 2015/16 beendete Pittin den Winter auf dem 47. Platz der Gesamtwertung. Deutlich erfolgreicher verlief der Weltcup 2016/17, wo er Mitte Januar in Val di Fiemme gemeinsam mit Samuel Costa Dritter im Teamsprint wurde. Im Einzel erreichte er zwar regelmäßig die Punkteränge, konnte allerdings kein Resultat unter den besten Zehn erzielen. Bei den Nordischen Skiweltmeisterschaften 2017 in Lahti wurde er bei den Einzelbewerben 19. und 20., während er sowohl mit der Staffel als auch im Teamsprint den sechsten Rang erreichte. Im Sommer 2017 ging Pittin nur beim Wettkampf in Tschagguns an den Start, konnte dabei aber als Fünfter auf sich aufmerksam machen. Diese ansteigende Formkurve im Vergleich zu den Vorjahren konnte er ebenfalls mit dem fünften Rang bereits Anfang Dezember in Lillehammer im Weltcup bestätigen. Zwei Wochen später in Ramsau verpasste er im Zielsprint gegen Fabian Rießle um 0,3 Sekunden seinen vierten Weltcup-Sieg, konnte sich aber als Zweiter dennoch über sein bestes Weltcupergebnis seit mehreren Jahren freuen. An diese Leistung konnte Pittin im restlichen Saisonverlauf nicht mehr anknüpfen und fand sich daher nicht mehr in den Top 10 wieder. Als größte italienische Hoffnung fuhr er zu den Olympischen Spielen 2018 in Pyeongchang, wo er die Ränge 19 und 27 im Einzel sowie den achten Platz mit der Staffel belegte.
Als starker Läufer galt Pittin in der Weltcup-Saison 2018/19 immer wieder als Kandidat für die vorderen Plätze, allerdings verhinderte seine Sprungleistung meist ein gutes Gesamtergebnis. Sein bestes Einzelergebnis stellte der vierte Platz beim abschließenden Weltcup-Rennen in Schonach dar. Zuvor nahm er an den Nordischen Skiweltmeisterschaften 2019 in Seefeld teil, wo er den 22. Platz im Gundersen Einzel von der Großschanze belegte. Gemeinsam mit Aaron Kostner wurde er Fünfter im Teamsprint, ehe er Dreizehnter im Gundersen Einzel von der Normalschanze sowie Achter mit dem Team wurde. Zu Beginn des Grand Prix 2019 gewann Pittin zusammen mit Samuel Costa, Veronica Gianmoena und Annika Sieff den erstmals ausgetragenen Mixed-Team-Wettkampf in Oberwiesenthal.
Bei den Nordischen Skiweltmeisterschaften 2021 in Oberstdorf lief Pittin im Gundersen Einzel von der Normalschanze auf den 25. Platz. Zwei Tage später wurde er gemeinsam mit Raffaele Buzzi, Aaron Kostner und Samuel Costa Siebter im Team. Nachdem im Laufe der Weltmeisterschaften vier Mitglieder der italienischen Delegation positiv auf SARS-CoV-2 getestet wurden, zog der italienische Skiverband alle Athleten zurück. Daher nahm auch Pittin weder am Gundersen-Wettbewerb von der Großschanze noch am Teamsprint teil.
Seit der Saison 2017/18 stellt die FIS neben der Gesamtweltcupwertung auch ein Ranking der besten Läufer und Springer auf, woran der Skilanglauf als Pittins Paradedisziplin klar zu erkennen ist. So gewann er sowohl 2017/18 als auch in der darauffolgenden Saison die Trophäe des besten Läufers, wohingegen er in der Sprungwertung lediglich die Ränge 71 und 57 belegte.

## Erfolge

### Weltcupsiege im Einzel
| Nr. | Datum           | Ort         | Disziplin             |
| --- | --------------- | ----------- | --------------------- |
| 1.  | 13. Januar 2012 | Chaux-Neuve | Gundersen Großschanze |
| 2.  | 14. Januar 2012 | Chaux-Neuve | Gundersen Großschanze |
| 3.  | 15. Januar 2012 | Chaux-Neuve | Gundersen Großschanze |

### Grand-Prix-Siege im Team
| Nr. | Datum           | Ort            | Disziplin           |
| --- | --------------- | -------------- | ------------------- |
| 1.  | 24. August 2019 | Oberwiesenthal | Mixed Normalschanze |

### Continental-Cup-Siege im Einzel
| Nr. | Datum         | Ort       | Disziplin               |
| --- | ------------- | --------- | ----------------------- |
| 1.  | 14. März 2008 | Pragelato | Gundersen Großschanze   |
| 2.  | 16. März 2013 | Rovaniemi | Gundersen Normalschanze |
| 3.  | 17. März 2013 | Rovaniemi | Gundersen Normalschanze |

### Continental-Cup-Siege im Team
| Nr. | Datum         | Ort       | Disziplin                |
| --- | ------------- | --------- | ------------------------ |
| 1.  | 15. März 2013 | Rovaniemi | Teamsprint Normalschanze |

## Statistik

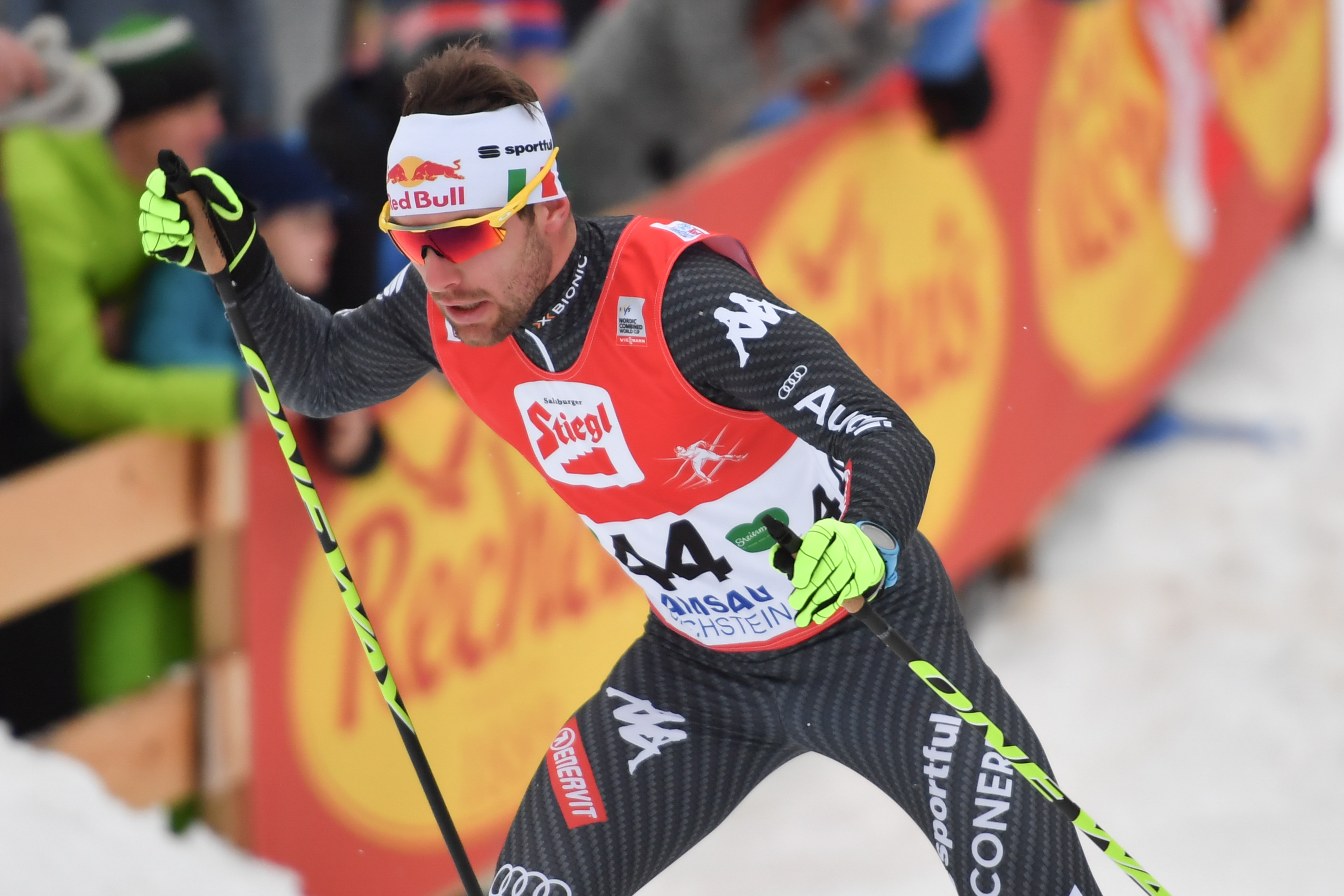
Pittin in Ramsau 2016

### Platzierungen bei Olympischen Winterspielen
| Jahr und Ort       | Wettbewerb   | Wettbewerb | Wettbewerb   | Wettbewerb |
| Jahr und Ort       | Gundersen NS | Sprint     | Gundersen GS | Team       |
| ------------------ | ------------ | ---------- | ------------ | ---------- |
| 2006 Val di Fiemme | 46.          | –          | –            | –          |
| 2010 Vancouver     | 03.          | –          | 07.          | 10.        |
| 2014 Sotschi       | 04.          | –          | 18.          | 08.        |
| 2018 Pyeongchang   | 19.          | –          | 27.          | 08.        |
| 2022 Peking        | 32.          | –          | 33.          | 09.        |

### Platzierungen bei Weltmeisterschaften
| Jahr und Ort       | Wettbewerb   | Wettbewerb   | Wettbewerb  | Wettbewerb | Wettbewerb | Wettbewerb |
| Jahr und Ort       | Gundersen NS | Gundersen GS | Massenstart | Team NS    | Team GS    | Teamsprint |
| ------------------ | ------------ | ------------ | ----------- | ---------- | ---------- | ---------- |
| 2009 Liberec       | 24.          | 06.          | 21.         | –          | 07.        | –          |
| 2011 Oslo          | 17.          | 24.          | –           | 09.        | 07.        | –          |
| 2013 Val di Fiemme | 19.          | 24.          | –           | 07.        | –          | 07.        |
| 2015 Falun         | 02.          | 25.          | –           | 04.        | –          | 05.        |
| 2017 Lahti         | 19.          | 20.          | –           | 06.        | –          | 06.        |
| 2019 Seefeld       | 13.          | 22.          | –           | 07.        | –          | 05.        |
| 2021 Oberstdorf    | 25.          | –            | –           | 07.        | –          | –          |
| 2023 Planica       | 13.          | –            | –           | –          | –          | –          |

### Weltcup-Platzierungen
| Saison  | Platz | Punkte |
| ------- | ----- | ------ |
| 2008/09 | 35.   | 111    |
| 2009/10 | 13.   | 391    |
| 2010/11 | 21.   | 120    |
| 2011/12 | 07.   | 724    |
| 2012/13 | 52.   | 028    |
| 2013/14 | 17.   | 285    |
| 2014/15 | 11.   | 378    |
| 2015/16 | 47.   | 016    |
| 2016/17 | 38.   | 092    |
| 2017/18 | 24.   | 234    |
| 2018/19 | 19.   | 279    |
| 2019/20 | 24.   | 142    |
| 2020/21 | 25.   | 112    |
| 2021/22 | 52.   | 006    |
| 2022/23 | 37.   | 050    |

## Privates
Am 1. September 2021 wurde Pittin Vater einer Tochter.